# José Damian Villacorta
José Damián Villacorta Cañas (* 1796 in Zacatecoluca; † 11. Juni 1860 in Santa Tecla) war vom 16. Februar 1830 bis 4. Dezember 1830 Supremo Director der Provinz El Salvador in der Zentralamerikanischen Konföderation.

## Leben
Seine Eltern waren Maria Ignacia de Cañas und Esteban Gabriel de Villacorta. Er war mit Francisca de la Cotera verheiratet.
Graduierte an der Universidad de San Carlos de Guatemala in Zivilrecht.
Ebenso war er im kanonischen Recht bewandert.
Er war ein Procer (Avantgardist der Unabhängigkeitsbewegung) von Zentralamerika und Abgeordneter bei der verfassungsgebenden Versammlung 1824. Er war Mitglied der Partido Conservador, welche damals auch Serviles genannt wurden.
Er arbeitete eine Verfassung aus, weshalb er als Vater der salvadorenischen Institutionen gilt.
Er war Sekretär der verfassungsgebenden Versammlung und wurde später zum Staatsanwalt des obersten Gerichtshofes ernannt.
Er wurde Staatsrat und stellvertretender Supremo Director.
Vom 16. Februar 1830 bis 4. Dezember 1830 war er Supremo Director.
In seiner Amtszeit wurden die Konvente und Klöster säkularisiert und die religiösen Orden verloren ihre juristische Person.
Die Klöster in Modellhaftanstalten umgebaut.
Sein Nachfolger als Supremo Director der Provinz El Salvador José María Cornejo Merino y Guevara war ebenfalls von den Serviles und machte 1832 einen Sezessionsversuch.
Der Präsident der Zentralamerikanischen Konföderation José Francisco Morazán Quezada ließ daraufhin San Salvador besetzen, die Abgeordneten der Serviles in Guatemala-Stadt absetzen und verhaften. Zu diesen Abgeordneten gehörte auch José Damián Villacorta Cañas.
1835 war er Abgeordneter und Parlamentspräsident in Guatemala.
1840 nahm er eine Ernennung zum Supremo Director nicht an und kehrte 1843 nach El Salvador zurück.
Eine Zeit war er Professor an der Fakultät für Rechts- und Sozialwissenschaften an der Universidad de El Salvador (UES), anschließend wurde er Vize-Rektor der UES.
1851 und 1858 war er Präsident des Gerichtshofes. Er war einer der Gründer der Stadt San Salvador, in welcher entsprechend einem Gesetz im Dezember 1856 der oberste Gerichtshof zusammentrat.
| Vorgänger                           | Amt                                                                        | Nachfolger                          |
| ----------------------------------- | -------------------------------------------------------------------------- | ----------------------------------- |
| José María Cornejo Merino y Guevara | Supremo Director der Provinz El Salvador 16. Februar 1830–4. Dezember 1830 | José María Cornejo Merino y Guevara |

| Personendaten    | Personendaten                            |
| ---------------- | ---------------------------------------- |
| NAME             | Villacorta, José Damian                  |
| ALTERNATIVNAMEN  | Villacorta Cañas, José Damián            |
| KURZBESCHREIBUNG | Supremo Director der Provinz El Salvador |
| GEBURTSDATUM     | 1796                                     |
| GEBURTSORT       | Zacatecoluca                             |
| STERBEDATUM      | 11. Juni 1860                            |
| STERBEORT        | Santa Tecla                              |